# 海獣葡萄鏡

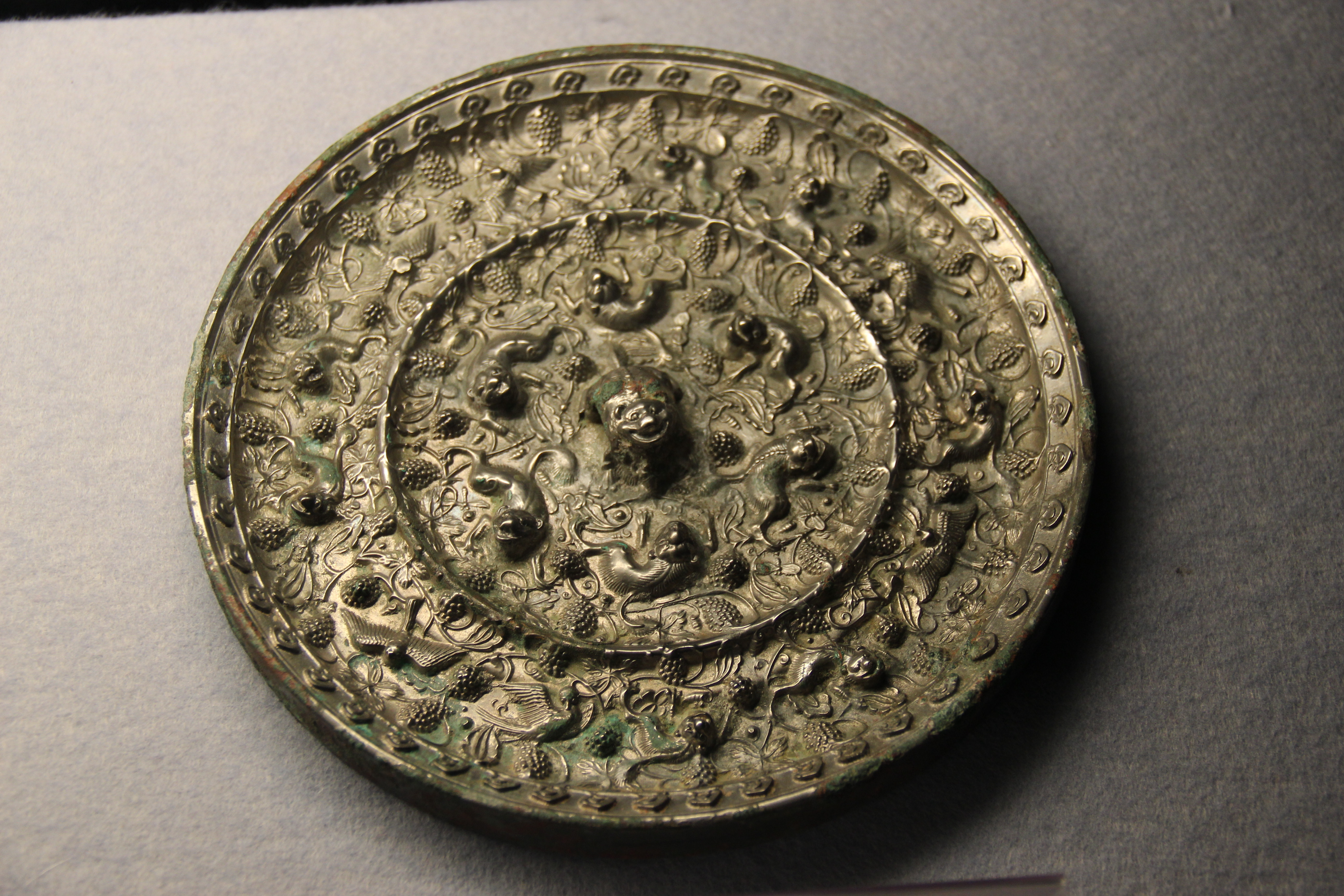
海獣葡萄鏡
中央の仰ぎ見るように頭を上げて蹲踞の姿勢をとる狻猊が「海獣」とされている。

海獣葡萄鏡（かいじゅうぶどうきょう）は、唐代に製作された銅鏡の一種。名称は鏡背の葡萄唐草文と禽獣の文様に因むが、海獣はいわゆる海獣類ではない。唐鏡の典型とされる鏡式で、日本には飛鳥時代から奈良時代に輸入されて正倉院などに伝世するほか、法隆寺五重塔や高松塚古墳からの埋納品・出土品などが著名である。また輸入だけでなく、日本国内でも仿製鏡が制作された。日本では禽獣葡萄鏡・円鏡鳥獣花背・鳥獣葡萄鏡などの別表記もみられるほか、中国では瑞獣葡萄鏡の名称が一般的である。

## 概要
海獣葡萄鏡は中国唐代に盛んに制作された銅鏡である。肉厚の鏡胎をもち、鏡背には葡萄唐草を一面に表し、唐草文様の間に禽獣（狻猊・龍・獅子・麒麟・孔雀・天馬・マカラ・小鳥・雀・蝶・蜂・蜻蛉など）が精緻な高肉彫りで表される。中央の鈕（紐を通す突起）は獣形であることがほとんどで、表される動物は狻猊とされる。
海獣葡萄鏡の名称は、清代の図譜『西清古鑑』での名称に因む。「海獣」は内区主文と鈕に表される四脚の獣（狻猊）を指すと考えられるが、これは実在するいわゆる海獣類ではない。また「海獣」と称された理由についていくつかの仮説が挙がっているが、定説には至っていない。
葡萄唐草文は、ディオニュソス信仰から生まれた楽園の図像がルーツで、西アジアから中央アジアを経由してシルクロードを伝わって中国に伝来した。中国での葡萄唐草文は、早くは漢代の織物に見られるが、北魏時代には仏教寺院の装飾などに用いられるようになった。
日本では、古社寺などの伝世品・墳墓への副葬・仏塔の鎮壇具・仏像の荘厳具・寺院跡からの出土・祭祀遺跡からの出土などがあり、特に伝世品は優品が多い。1972年に高松塚古墳から出土したことにより注目を浴びて研究が進んだ。
勝部明生によれば、1996年現在で拓本なども含めると日本・中国などで220面が確認されている。また、海獣葡萄鏡は同じ文様を有する同型鏡が多い事も特徴で、高松塚古墳出土鏡は中国西安十里鋪337号鏡など3面と、香取神宮鏡は正倉院宝物南倉70の9号鏡と同型鏡であることが知られている。

## 部分名称と特徴

海獣葡萄鏡の部分名称
京都国立博物館蔵。

鈕
鈕は鏡中央にある紐を通すための突起。鈕は獣が伏せる伏獣形鈕である事が多いが、半球鈕や竜形鈕もある。獣は狻猊とされ、首を上に向けて仰ぐような姿勢を取るものが多い。鈕孔は伏せた獣の胴の下に開けられる。鈕座（鈕の周囲にある高まり）はないことが多い。
界圏
鏡背面は大きく内区と外区に分けられるが、これを区分するのが界圏である。界圏は垂直に高く設けられる突界圏で、頂部に堀込みを有し平面的には2本の圏線があるように見える刳り込み形、圏界の稜背に珠紋を密に並べた連珠紋形、装飾のない素紋形の3種に分類される。特に素紋形界圏は、葡萄唐草文様が圏界に絡みつくように内・外区を越える様式（界圏覆飾式）などに見られる。
帯圏
界圏の外周に、外区よりも一段高い帯状の装飾部分。これを有するものを帯圏式という。他の鏡式では、帯圏に銘文を入れる事が多いが、海獣葡萄鏡ではパルメット唐草紋や石榴果紋などが施される。また帯圏の外側には鋸歯紋が施されることもある。
内区・外区
主文様が描かれる部分。他の鏡式に比べて外区の幅が広く、内区と同様の文様が施されることも海獣葡萄鏡の特徴である。図像は高肉彫りで、葡萄の茎が絡みつくように旋回し、その中に様々な動物を配する。内区の動物は狻猊が多いが、竜・天馬・孔雀が加わる事もある。外区の動物には疾走する獣・飛翔する鳥を配し、その間に蜂・蝶・蜻蛉などの昆虫を置くものが多い。
外縁帯
鏡背の外縁に施される帯状の装飾部分。描かれる文様は鋸歯紋やパルメット唐草紋・雲花紋などがあり、外縁帯が内側に傾斜するものもある。

## 研究史と名称
海獣葡萄鏡は唐鏡の一種とするのが定説だが、この鏡式が当時どの様に呼ばれていたのかは明らかではない。海獣葡萄鏡は唐での流行とほぼ同時期に日本にも伝来していたが、これを宝物として記す『東大寺献物帳』には、鏡背の文様を「鳥獣花背」などと記すのみで、鏡式としての特定の名称はなかったと考えられる。
北宋の皇帝で、美術品・文化財の収集を熱心に行った徽宗は、自ら収集した文化財の一部を『宣和博古図録』に編纂したが、この中に7面の海獣葡萄鏡が記録されている。この図譜では海馬葡萄鏡と記され、漢鏡だと考えられていた。続いて清の乾隆帝は、蒐集した青銅器を図譜『西清古鑑』に編纂したが、これに海獣葡萄鏡の名称で、円鏡27面・方鏡1面が掲載された。これにも漢鏡の一種として分類されている。
近代的な研究を行ったのはドイツ人の中国研究家フリードリッヒ・ヒルトである。1896年にヒルトは外国の影響が中国美術に及ぼした影響についての考察のなかで、海馬（Hai-ma）は、ゾロアスター教で酒の原料となる植物ハオマ（Haoma）が誤って伝わったもので、葡萄と共に中国に伝来したと考察した。時代については、葡萄唐草文を漢の武帝の時代に西洋文化が流入した影響で産まれたとしたうえで、過去の図譜と同様に漢鏡とする見解を示したが、そのルーツをグレコ・バクトリアに求めた点は特筆される。
海獣葡萄鏡を漢鏡としていた従来の説に疑問を呈したのは、三宅米吉である。1897年に三宅は、日本の古社寺に伝来する海獣葡萄鏡は古墳などからの出土品とは思えない事などから、推古朝以降に唐との交流で伝来したものと推測し、唐代の鏡式である可能性を指摘した。
1899年に高市郡高取町松山で起きた地崩れから海獣葡萄鏡が出土した。これについて1909年に高橋健自は、文様の特徴から唐鏡と紹介。これに対し同年喜田貞吉は、宋代に唐鏡を漢鏡に見誤るはずはないと異議を唱えて論争となった。
1917年に原田淑人は、中国の古文献の記述から「海獣」「海馬」は当時の名称ではなく、宋代の学者の命名と推測した。その上で、葡萄文はササン朝ペルシャから伝来し、中国六朝末期に獣形文と結合して海獣葡萄文が成立。その盛期を高宗から玄宗としたとした。
1926年に法隆寺五重塔の心柱礎石内に海獣葡萄鏡が埋納されていることが明らかになり、いわゆる再建非再建論争とかかわり注目を浴びた。この海獣葡萄鏡は1949年に再調査が行われたが、これを調査した梅原末治は海獣葡萄鏡を隋末唐初に成立した鏡式とした。この年代観は法隆寺再建説の根拠の一つとなっている。
1939年に浜田耕作は、ヨルダン東部のムシャッタ宮殿の文様から葡萄文と禽獣文の融合は西方ペルシアで行われたとし、これを禽獣葡萄文と称して禽獣葡萄鏡の名称を提唱した。また、時代観については隋末唐初としている。なお、当時ムシャッタ宮殿は5世紀から7世紀の造営とされていたが、現在では8世紀前半のウマイア朝の初期イスラム建築とするのが定説である。
1940年に梁上椿（りょうじょうちん）は、禽獣葡萄文は西アジアの影響であることを認めつつ、そのルーツについては古代ギリシャやローマにも見られるもので議論が必要だと指摘した。また名称については禽獣葡萄鏡を採っている。
1972年に高松塚古墳が発掘されるとその造営年代に注目が集まるが、その中でも出土した海獣葡萄鏡が有力な手掛かりとされて研究が進んだ。なお、高松塚古墳出土鏡の年代については中国の墳墓から出土した海獣葡萄鏡との比較などから、樋口隆康は8世紀初頭、王仲殊や長広敏雄は7世紀末頃、勝部明生は680年前後などとしている。
同じ頃に樋口は、海獣葡萄鏡を5つの様式に細分し初唐から晩唐までの編年案を提示。これをさらに発展させ、1976年には文様の変化を中心に8式に分けた編年を発表した。また「海馬」の語源については西域からイランに伝わる竜馬伝説「青海の馬」と推測している。なお編年については、1979年に勝部明生が発表した葡萄唐草文の変化に着目して4式に分類する編年や、1983年に秋山進午が発表した鏡胎の変化を軸に内・外区の形状や文様の変化から6式に分類する編年もある。
1983年に秋山進午は、禽獣の表現に着目して対獣葡萄鏡と走獣葡萄鏡の2種への細分を提唱。
一方で1984年に中国の孔祥星・劉一曼両氏は、海獣葡萄鏡の成立を「六朝から初唐にかけて製作された瑞獣鏡を祖型として西方から伝わった葡萄唐草文を中国で組み合わせた」とし、瑞獣葡萄鏡の名称を用いた。中国ではこの名称が定着している。また、その成立については高宗から則天武后を画期と捉えた。
1992年に勝部は、古代中国で外国から移入した草木に「海」の文字がつけられていた事を指摘し、海獣あるいは海馬は西方に棲む異獣を示すとした。
2000年に石渡美江は、漢鏡の神獣鏡に表現された神仙思想による楽園図像が、西方的・仏教的な楽園図像に置き換えられたものが海獣葡萄鏡だとした。

## 製作法
素材は銅と錫の合金（青銅、もしくはいわゆる白銅）で、銅80%前後に錫と微量の鉛を加えたものが多い。鏡は鋳造で、鋳型の製作法については諸説あるが、原笵（石もしくは木などの硬質な素材に陰刻）から蝋型を写し取った後に細部を整形し、これを真土（山砂と粘土の混合泥）で包んで鋳型を成形する方法が有力である。また、文様が簡略化されたもの、特に仿製鏡については母鏡を直接真土で包んで文様を写し取る「踏み返し」が行われたと考えられている。

## 主な遺品
正倉院宝物

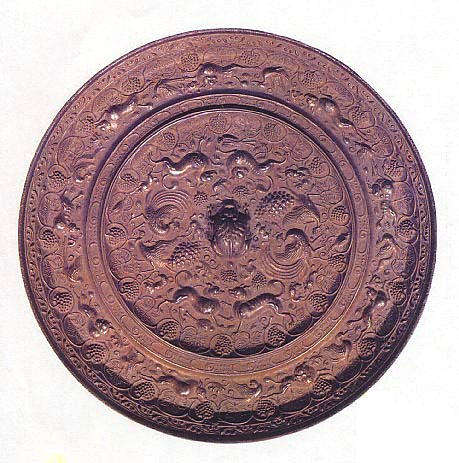
大山祇神社所蔵 禽獣葡萄鏡

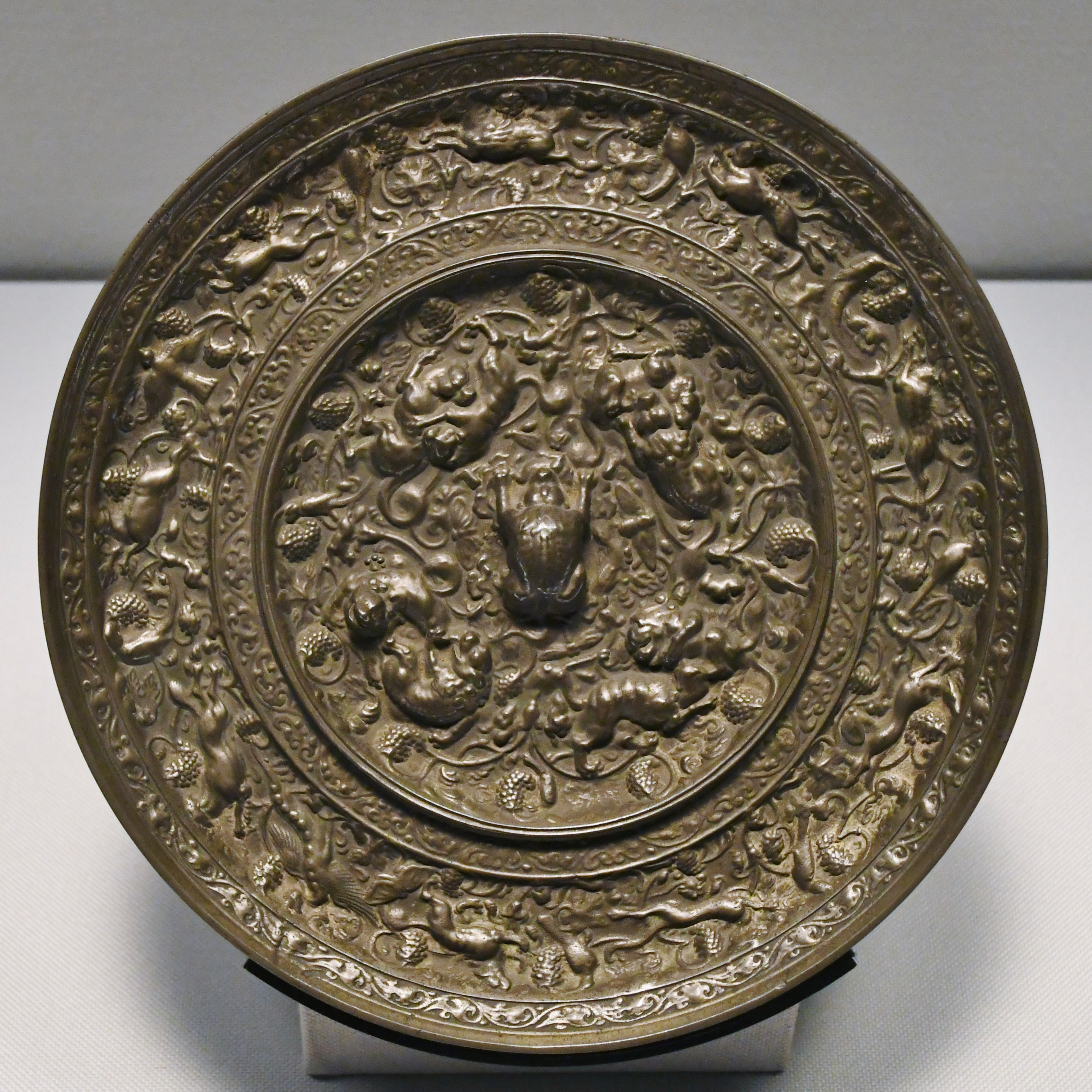
法隆寺献納宝物 海獣葡萄鏡
（重要文化財）東京国立博物館展示。

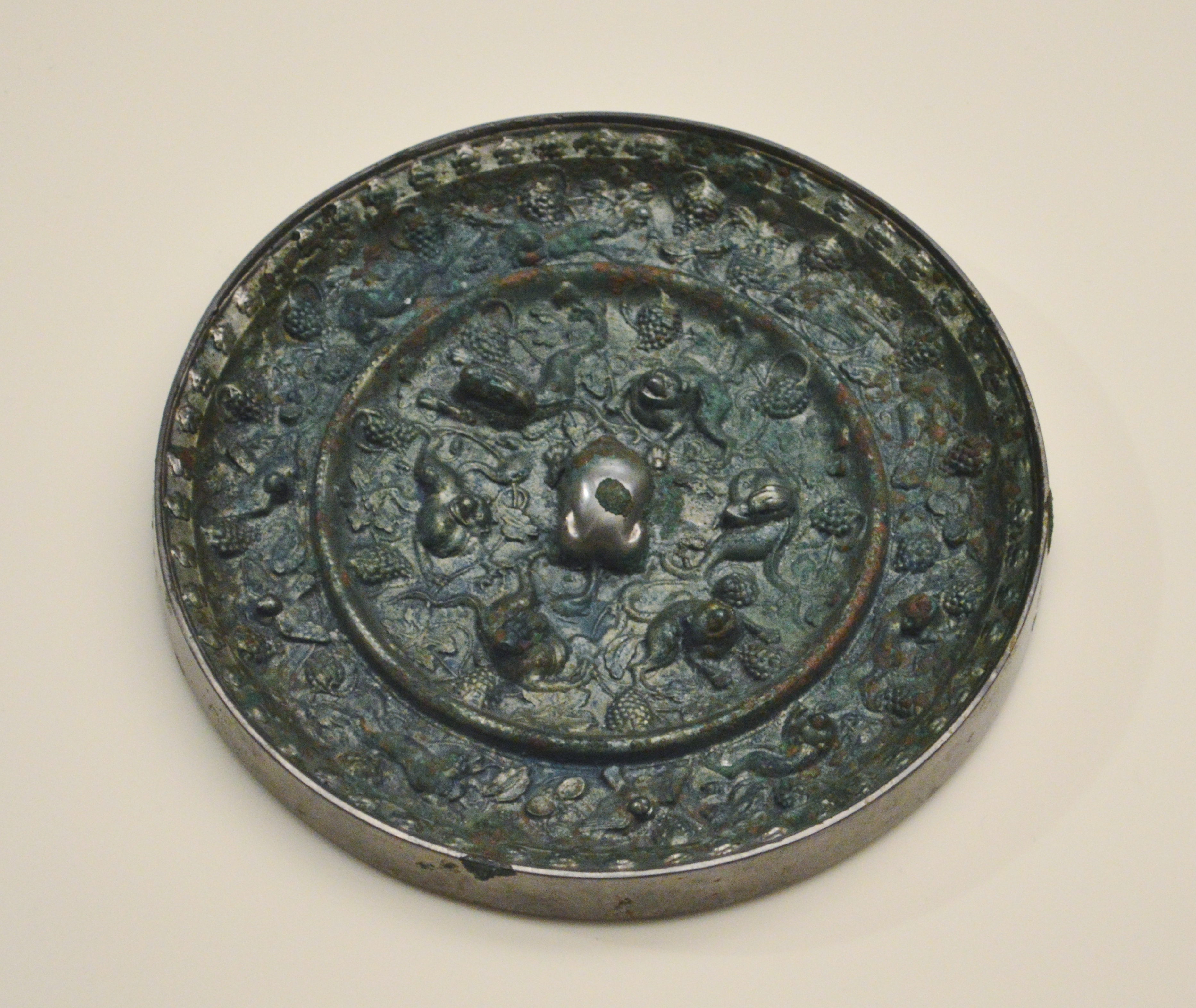
高松塚古墳出土 海獣葡萄鏡
（重要文化財）東京国立博物館展示。

- 正倉院南倉7号 - 鳥獣花背円鏡。鏡径24.7cm。界圏は連珠文系で、鈕は伏獣形。内区は8狻猊で伏した姿勢で、鬣を持つものも描かれる。外区は左旋回の6禽6獣で、孔雀・水鳥・麒麟・馬・狻猊が確認できる。外区の葡萄唐草は帯圏まで延びる。外縁帯は雲花紋[30]。
- 正倉院南倉8号 - 鳥獣花背円鏡。鏡径23.9cm。界圏は連珠文形で、鈕は伏獣形。内区は8狻猊の周囲に小禽4羽。界圏内斜面に内区の葡萄房や葉が伸びる。外区は6禽6獣が俯瞰するように描かれ、数羽の小禽が配される。帯圏には外区文様に連なる葡萄唐草が描かれる。外縁帯は雲花紋[31]。
- 正倉院南倉9号 - 鏡径29.7cm。界圏は刳り込み形。鈕は伏獣形で、鬣と背骨を表現し、口に小鹿を咥える。内区の獣には有角狻猊や獅子が表され、その周囲に小獣13匹が表され、それぞれの様相も様々である。帯圏上に外区の葡萄文が伸びて葡萄紋と柘榴瑞果紋が表され、その間に小禽・昆虫が表現される。外区は8禽8獣が右旋回で表され、外縁帯は雲花紋とパルメット紋が混合した唐草文。鏡形が大きく、ひとつの完成形ともいえる[32]。
- 正倉院南倉10号 - 方形の海獣葡萄鏡。
- 正倉院32号鏡 - 鳥獣葡萄背円鏡。鏡径10.2cm。界圏は刳り込み形で、その内斜面に鋸歯紋帯をもつ。鈕は半球形。内区に葡萄文はなく、4狻猊が左旋回で描かれる走獣型。外区は葡萄唐草文に4禽。外縁帯は鋸歯紋[33]。

国宝
- 海獣葡萄鏡 - 香取神宮蔵。鏡径29.7cm。正倉院南倉9号と同型[32]。
- 禽獣葡萄鏡 - 大山祇神社蔵。鏡径26.5cm。界圏は刳り込み形。鈕は伏獣形で口に小獣を加える。内区は側面形で表される4禽4獣で、狻猊4匹と孔雀・鳳凰が各2羽。周辺には小禽と小獣を表す。帯圏は唐草文。外区は9禽9獣を交互に左旋回で配置。禽は鳳凰・水鳥・鶴・鵲を飛翔形で描く[34]。

重要文化財
- 禽獣葡萄鏡 - 法隆寺献納宝物で東京国立博物館蔵。鏡径23.5cm。鳥獣葡萄鏡の名称で伝来。内区は4組8匹の狻猊が戯れるように描かれる。唐草文様も発達した様式。界圏は刳り込み形で、鈕は伏獣形の狻猊で、鬣・背骨がリアルに表現され岩床あるいは雲気の上に乗る。帯圏はパルメット唐草紋。外区は9禽9獣を左旋回で表す。ボストン美術館蔵鏡とよく似ている[35]。
- 海獣葡萄鏡 - 高松塚古墳出土品で、飛鳥資料館蔵。鏡径16.8cm。界圏は連珠文形で、鈕は伏獣形。内区は4狻猊2竜を俯瞰で描き、狻猊文は首を挙げて情報を見上げる姿で描かれる。外区は5禽5重を左旋回で描き、間に4昆虫を配する。外縁帯は雲花紋。同型の鏡は全部で9面確認されており、海獣葡萄鏡の最盛期の作例と考えられる[36]。
- 禽獣葡萄鏡 - 春日大社蔵。鏡径29.5cm。界圏は連珠文形。鈕は竜形で丸めた胴に頭を載せる姿勢を取る。主文は2竜2孔雀4狻猊に2禽が加わるが、それらの姿勢はバリエーションに富む。外区は18禽獣が左旋回で描かれ、鳳凰・水鳥・鶴・狻猊・天馬が確認できる。禽獣の間には2昆虫も加わる。帯圏は外区から葡萄唐草が伸び一体となっている。外縁帯には雲花紋[37]。
- 木造天蓋 - 東大寺法華堂の天蓋にはいくつかの鏡ははめ込まれているが、その中に海獣葡萄鏡もある[38][39]。鏡径13.6cm。佐野美術館鏡などと同型だが、それらの鏡を踏み返して製作された仿製鏡。界圏は断面が蒲鉾形の素紋形で、内・外区から延びる葡萄蔦が覆う。鈕は伏獣形。内区は首を上げる姿勢の5狻猊で左旋回に描かれ、小昆虫もみえる。外区は7禽獣で昆虫もみられる。外縁帯は雲花紋[40]。

## ギャラリー

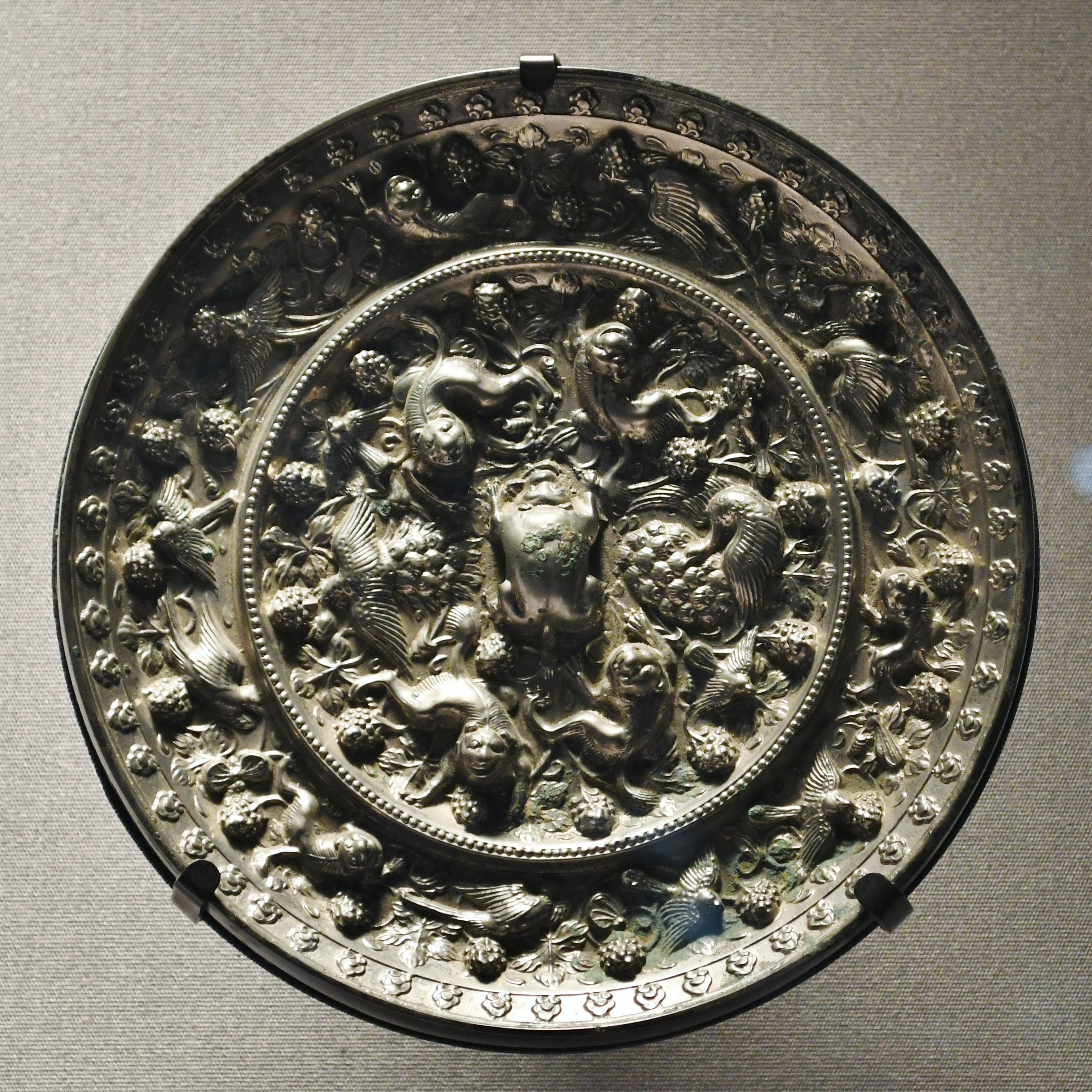
中国 海獣葡萄鏡 東京国立博物館展示。
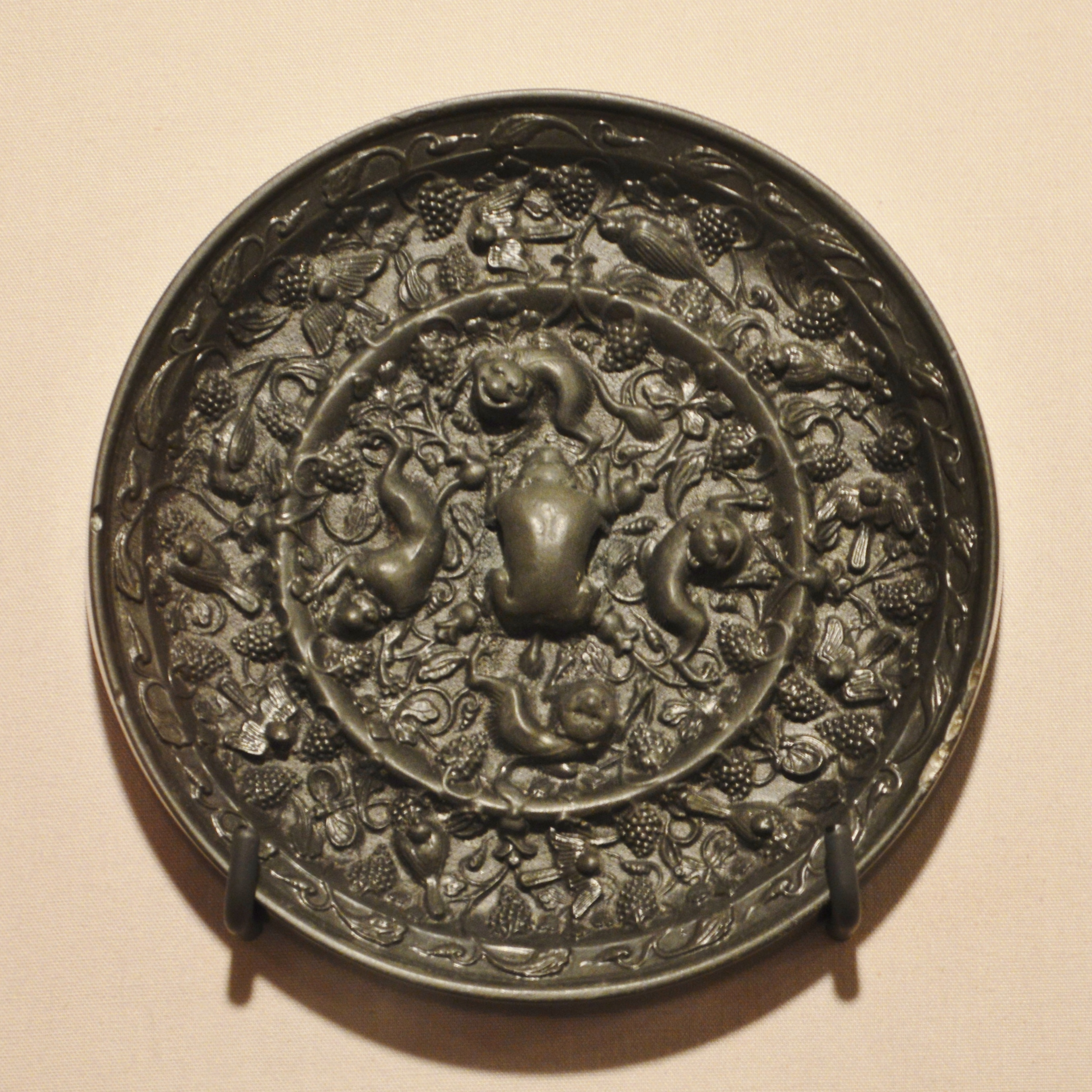
杣之内火葬墓出土 海獣葡萄鏡 奈良県天理市。天理大学附属天理参考館展示。
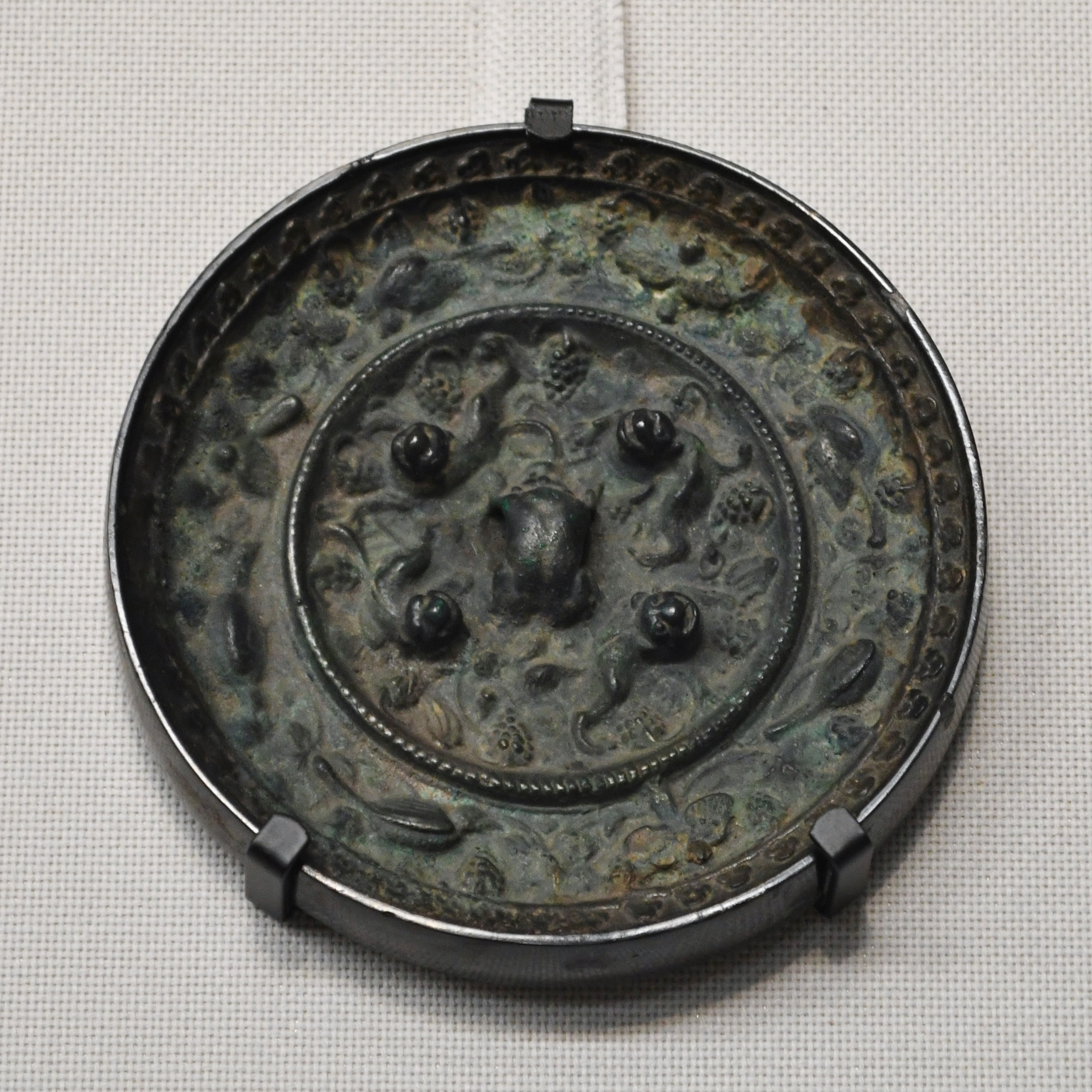
松山古墳出土 海獣葡萄鏡 奈良県高取町。東京国立博物館展示。
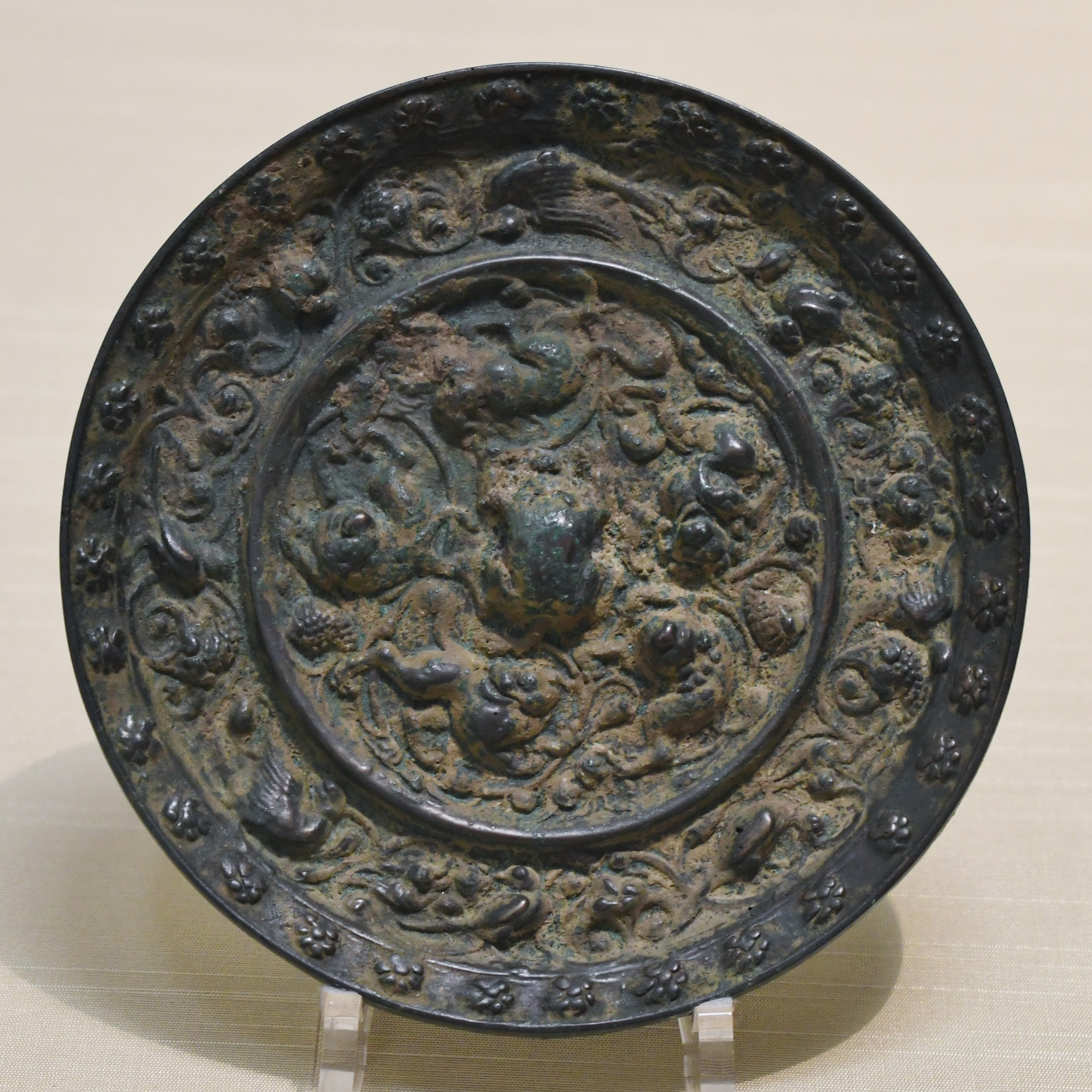
西久留野町出土 海獣葡萄鏡 奈良県五條市。東京国立博物館展示。
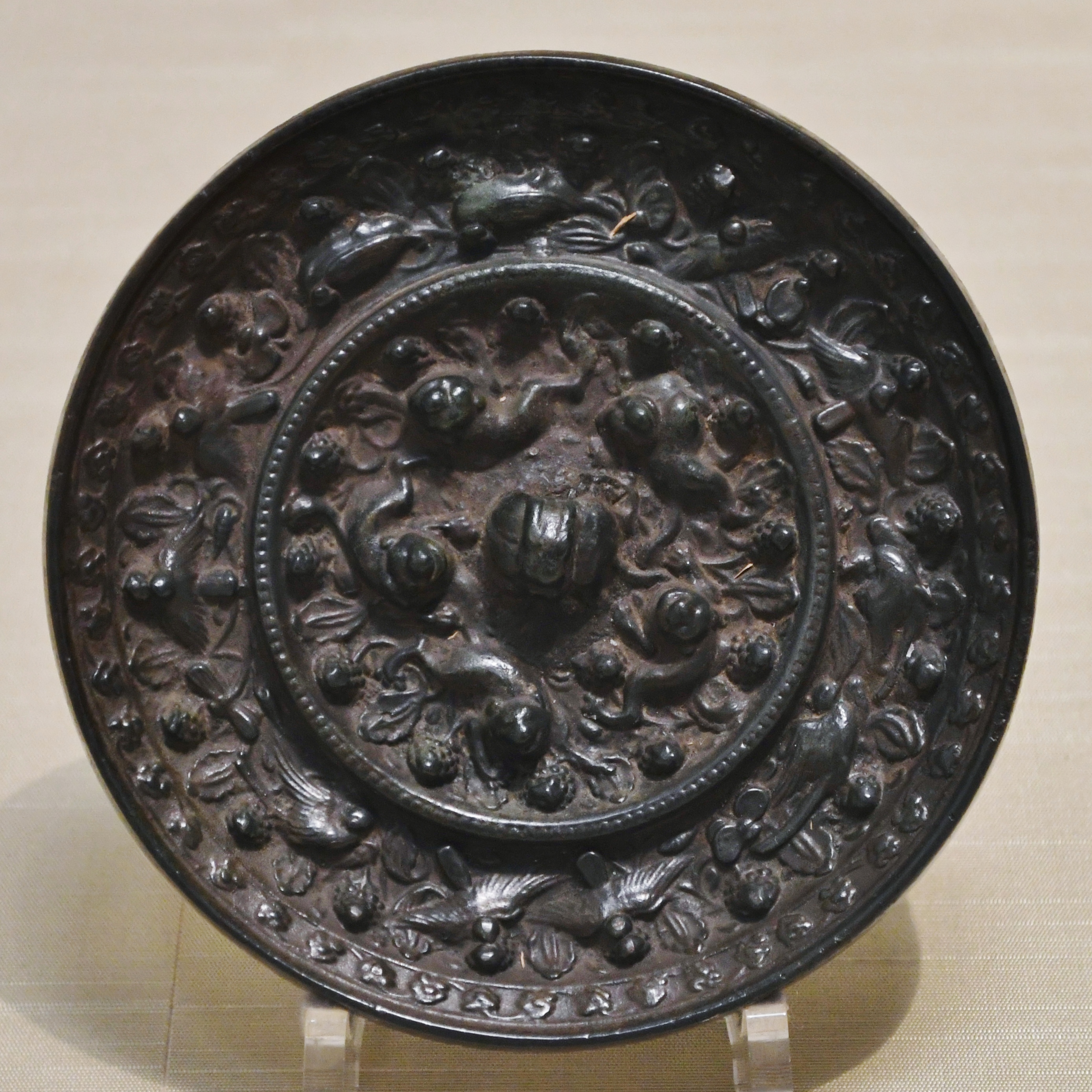
星野村字真名子出土 海獣葡萄鏡 福岡県八女市。東京国立博物館展示。